# (8156) Tsukada
(8156) Tsukada est un astéroïde de la ceinture principale.

## Description
(8156) Tsukada est un astéroïde de la ceinture principale. Il fut découvert le 13 octobre 1988 à Kitami par Kin Endate et Kazuro Watanabe. Il présente une orbite caractérisée par un demi-grand axe de 2,70 UA, une excentricité de 0,10 et une inclinaison de 3,4° par rapport à l'écliptique.

## Compléments